# Zuil (bouwkunde)
Een zuil, pilaar of pijler is een kolom met doorgaans een ronde doorsnede en is meestal in natuursteen uitgevoerd. Een zuil bestaat gewoonlijk uit drie elementen, namelijk van boven naar beneden: kapiteel, schacht en basement. De Grieks-Dorische orde heeft geen basement.
De schacht kan opgebouwd zijn uit trommels of kan als één geheel zijn uitgevoerd, een monoliet genoemd. Een zuil wordt doorgaans alleen op druk en knik belast.
Een kolom of drager is een verticale ondersteuningsconstructie, waarvan de hoogte betrekkelijk groot is ten opzichte van de breedtemaat. Een kolom kan in diverse materialen worden uitgevoerd zoals, staal, gietijzer, gewapend beton, hout en metselwerk. Moderne zuilen zoals in de Sagrada Família te Barcelona hebben een gewapend betonkern.
Van oorsprong is een pijler een gemetselde ondersteuning en wordt ook wel steunbeer genoemd. Een pijler kan echter ook een andere dan een ronde vorm hebben en bevat in tegenstelling tot een zuil geen verjonging of entasis. Bij een pijler is het basement geen onderdeel van de pijler zelf, maar wordt deze er soms onder geplaatst. Een pijler bevat meestal geen interne boven elkaar gelegen voegen; alleen bij het pijlerverband is hiervan sprake. In de barok werden vaak wandpijlers of pilasters toegepast.

## Termen met betrekking tot zuilen
- het basement is de voet van een zuil of kolom;
- het kapiteel is de bekroning van een zuil, veelal voorzien van beeldhouwwerk, waaraan de bouwperiode is te herkennen;
- tussen basement en kapiteel bevindt zich de schacht, uitgevoerd als monoliet (als een geheel) of met trommels van natuursteen;
- de cannelures zijn de verticale groeven in de kolomschacht;
- een abacus is de vlakke stenen dekplaat boven op het kapiteel;
- op de kapitelen met abacus rusten de architraven;
- een colonnade is een zuilenrij of zuilengang;
- een herm is een gebeeldhouwd ornament;

## Geschiedenis

### Egypte
Egyptische zuilvormen, afgeleid van de lotus, werden in hout en of steen uitgevoerd. De schachten zijn glad en waarschijnlijk met kleuren beschilderd. Bij de tempelbouw worden enorme zuilen gebruikt, een hoogte van 15 meter en een dikte van 2,5 meter zijn geen uitzondering.
Enkele voorbeelden:
- Papyruszuil
- Lotuszuil
- Palmzuil
- Composiete zuil
- Proto-Dorische zuil
- Tentvormige zuil
- Hathorzuil
- Beszuil

### Griekenland
Het Myceense tijdperk vond zijn einde bij de inval van de Doriërs (ca. 1200 voor Chr.). Er ontstond een periode van armoede en verval. De drie hoofdstammen, woonachtig in Griekenland, Doriërs, Ioniërs en Aeolisch-Achaeïers, erkenden na verloop van tijd dat ze tot één volk behoorden, namelijk dat van de Hellenen, en zo kwam de bouwkunst in Griekenland tot bloei.
Er zijn drie perioden te onderscheiden:
1. de Dorische periode van 800 tot 500 voor Chr.
2. de Ionische periode van 500 tot 300 voor Chr. De gouden eeuw van Pericles valt hierbinnen, 493-429 voor Chr.
3. de Korinthische periode van 300 tot 146 voor Chr. Dit is tevens een periode van verval.

Zie:
- Dorische orde
- Ionische orde
- Korinthische orde

### Romeins
De Romeinse bouwkunst is een voortzetting van de Etruskische, met de boog en gewelfbouw en bij de architraafbouw de Toscaanse bouworde.
Na hun veroveringen in Griekenland ontleenden ze ornamenten en volgden later de Griekse voorbeelden bij hun tempelbouw. De composietzuil is een Romeinse samenvoeging van de Ionische en Korinthische kapitelen, de zuil werd Ionisch gecanneleerd (van groeven voorzien, cannelure=groef). De verschillende bouworden werden aan één gebouw toegepast, de begane grond werd in Toscaanse, de eerste verdieping in Ionisch en de tweede verdieping in Korinthische stijl uitgevoerd. De Romeinen bouwden namelijk hun wereldlijke gebouwen in verdiepingen met vlakke muren, waartegen dan de zuilen als versieringen werden aangebracht, als halfzuilen en pilasters. Het Colosseum is hier een duidelijk voorbeeld van.
Zie verder:
- Toscaanse orde
- Composiete orde

In het Oude Rome zijn speciale erezuilen gebouwd, vaak als monument voor een grote overwinning. Deze dienden geen ondersteunende bouwkundige functie en waren een bouwwerk op zich. Een bekend voorbeeld is de Zuil van Trajanus. Voorbeelden van meer recente datum zijn Nelson's Column in Londen en de Siegessäule in Berlijn.

### Oudchristelijk en Byzantijns
De vorm van de oudste kerken is bepaald door de Romeinse basilica. Een gebouw met een hoger opgaand midden deel en lagere zijdelen, zo is de daglichttoetreding gewaarborgd. De Santa Clemente te Rome is een driebeukige basiliek, later ontwikkelde zich de vijfbeukige basiliek. De hoger opgaande muren van de middenbeuk rusten op zuilen, soms afkomstig van Romeinse tempels en op gemetselde pijlers. De kapitelen worden versierd met onder andere oudchristelijke toevoegsels, zoals een kruis.
Zie hiervoor:
- Basilica
- Basiliek van Sant'Apollinare Nuovo
- Vroegchristelijke bouwkunst

### Andere tijden
Zuilen zijn een veelgebruikt element in kerkgebouwen, vooral grote gotische kerken zoals basilieken. Daar dragen de zuilen en kolommen de muraalbogen, gordelbogen, diagonaalbogen en gewelfribben.
Ook in hedendaagse architectuur zijn kolommen of pijlers een veelgebruikt element, bijvoorbeeld in metrostations en gevels van grote gebouwen. Veel bruggen worden ondersteund door brugpijlers.
Een ander niet-functioneel type zuil is een pilaster. Dit is een rechthoekige uitbouw die op de gevel is aangebracht voor puur decoratieve redenen.

## Trivia
- Niet alle zuilen zijn door mensen gemaakt. Als een stalactiet en een stalagmiet naar elkaar groeien kunnen ze uiteindelijk een natuurlijke zuil vormen.
- Een bekende verwijzing naar een zuil/pilaar is het verhaal van Lot in de Bijbel (Genesis 19) en de Koran. De vrouw van Lot veranderde in een zoutpilaar omdat zij omkeek tijdens haar vlucht uit de steden Sodom en Gomorra, terwijl haar dit was verboden[3] In de iconografie wordt een zuil, met daarboven een duif, vaak afgebeeld als symbool voor de Kerk.
- Bundelzuilen zijn zuilen waarvan het lichaam schijnbaar uit een bundel van dunnere zuilen is samengesteld, zoals in middeleeuwse en gotische kerken. Soms ook rechtstreeks (zonder kapiteel) overgaand in gewelfbogen.
- Schalken zijn zuilen die ergens tegenaan geplaatst zijn en niet vrij staan.

## Beroemde bouwwerken met zuilen
Er zijn diverse beroemde bouwwerken met zuilen zoals:
- het Capitool in Washington
- La Madeleine in Parijs
- Maison Carrée in Nîmes
- New York Stock Exchange in New York
- het Parthenon in Athene
- het Pantheon in Rome en het Panthéon in Parijs
- het Paleis op de Dam in Amsterdam